# Barrosoa
Barrosoa é um género botânico pertencente à família Asteraceae.